# كارولوس بابولياس
كارلوس بابولياس (باليونانية: Κάρολος Παπούλιας)‏ (4 يونيو 1929 - 26 ديسمبر 2021)، رئيس اليونان منذ 21 مارس 2005 حتى 13 مارس 2015، وقبل ذلك كان وزيرًا وعضو في البرلمان. يجيد عدة لغات أبرزها الفرنسية والألمانية والإيطالية .

## بابولياس وزيرا للخارجية
في العام 1980 لعب بابولياس دورًا أساسيًا في المحاولة للتوصل لحل النزاع بين الفلسطينيين و‌الإسرائيليين في لبنان. فقد توسط لخروج آمن للرئيس الراحل ياسر عرفات ولفصائل المقاومة الفلسطينية المسلحة المحاصرين في بيروت حيث إن ياسر عرفات قد غادر لبنان على متن سفينة يونانية في العام 1983.
لقد قام بابولياس بإنشاء علاقات دبلوماسية متينة مع العالم العربي، ومن بين أهم إنجازاته إعادة العلاقات الطبيعية بين اليونان ومصر وتحسين العلاقات بين إيران وأرمينيا واليونان. لقد فاوض بابولياس 12 وزير خارجية تركي ونجح في تحسين العلاقات بين البلدين بعد علاقات مريرة استمرت منذ أوائل العشرينيات من القرن العشرين بسبب تبادل الأراضي والسكان الشهير. ونتيجة جهوده نجح في توقيع تفاهمات بابولياس - يلماز في العام 1988.
لقد دعم بابولياس طلب تركيا الدخول في الاتحاد الأوروبي تحت شرطين أولهما احترام القانون الدولي والثاني احترام قيم الاتحاد الأوروبي.

## روابط خارجية
- كارولوس بابولياس على موقع مونزينجر (الألمانية)
- كارولوس بابولياس على موقع إن إن دي بي (الإنجليزية)